# Anh vĩ
Bộ Anh vĩ hay còn gọi là bộ Ba đuôi (Thysanura) là một loài động vật thuộc ngành Chân khớp (Arthropoda), lớp Côn trùng (Insecta). Chúng có tên như vậy vì người ta thấy chúng có bộ đuôi dây tua trang sức.
Anh vĩ có thân hình nhỏ, không có cánh, có râu xúc giác dạng tơ dài, phần bụng có hai sợi râu đuôi (vĩ tu) và một sợi tơ đuôi giữa (trung vĩ tu). Đây cũng chính là đặc điểm để nhận dạng loài anh vĩ.
Hiện nay trên thế giới chỉ mới định danh khoảng 500 loài, các loài không khác nhau là mấy. Anh vĩ thuộc phân lớp Côn trùng nguyên thủy, là những sinh vật suốt đời không có cánh, biến thái không rõ rệt, rất gần loại tổ tiên động vật không có xương sống nguyên thủy; ít có quan hệ đến nhân loại, nhưng có giá trị đặc biệt khi nghiên cứu sự tiến hoá của côn trùng.
Sinh Sản: loài động vật này sinh sản vô tính.
Tập quán: chúng chủ yếu hoạt động về đêm, sống theo nhóm nhỏ. Không tiếp xúc đến loài người và động vật khác.
Dinh Dưỡng: chúng chủ yếu hút nhựa cây để sinh sống.

## Hình ảnh

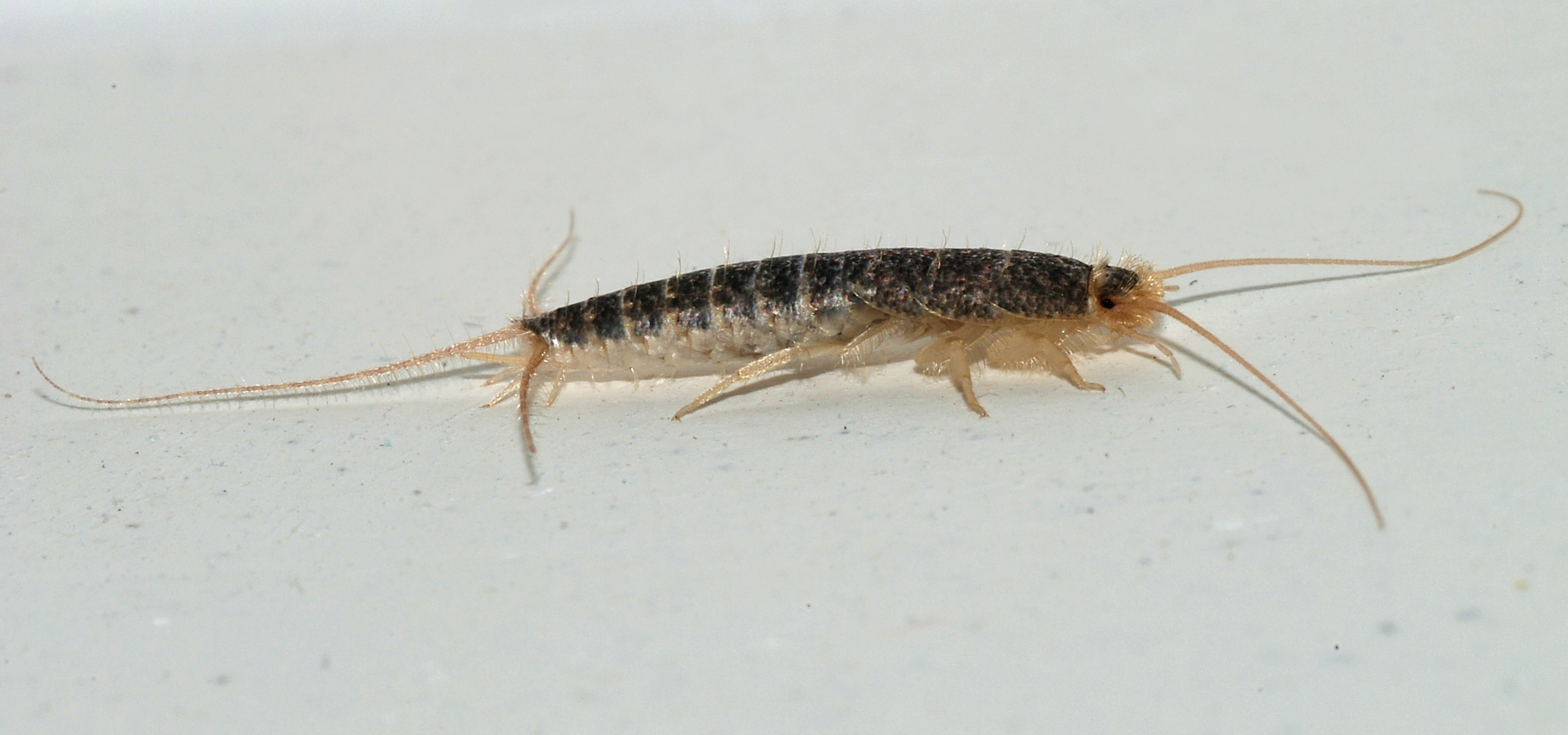
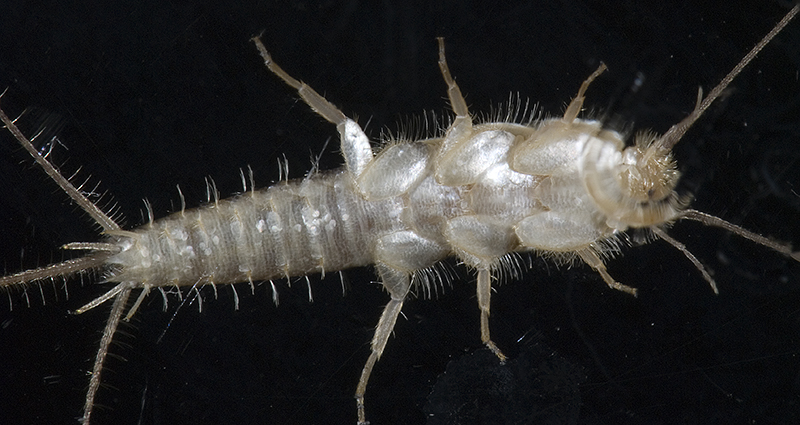
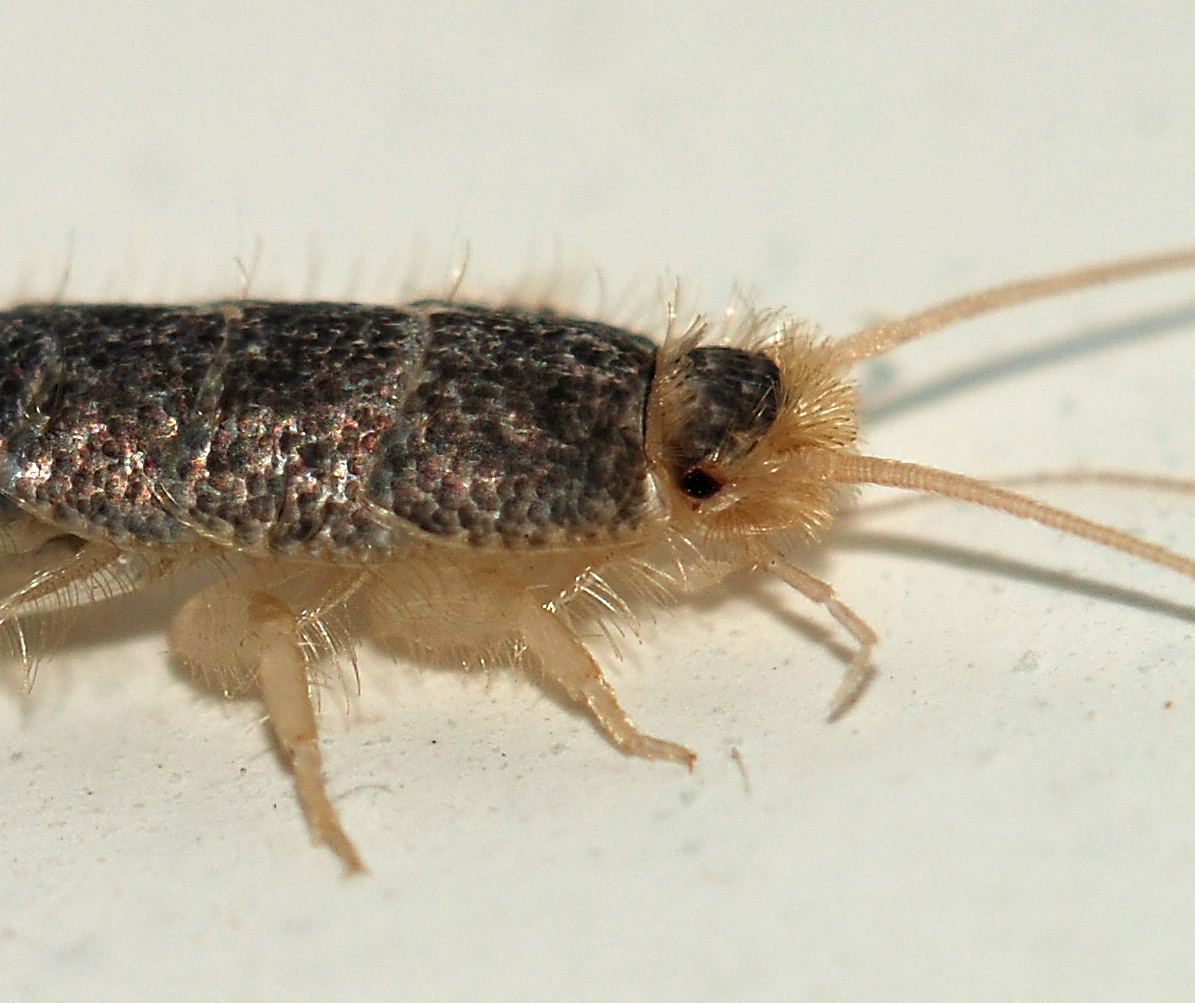
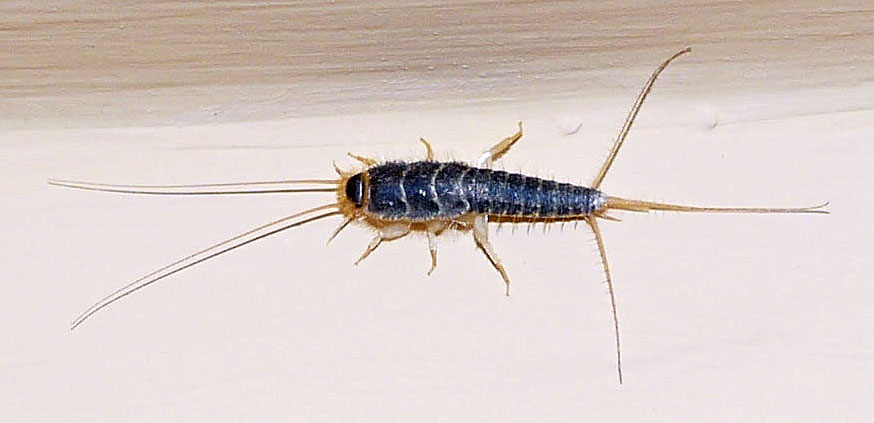